# Gradenigo

Wappen der Gradenigo

Gradenigo ist der Name einer venezianischen Patrizierfamilie (siehe: Patriziat von Venedig).

## Mitglieder
- Agostino Gradenigo († 1629), Patriarch von Aquileia
- Aluica Gradenigo, Dogaressa von Venedig
- Bartolomeo Gradenigo (Doge) (1263–1342), Doge von Venedig
- Bartolomeo Gradenigo (Bischof) († 1695), Bischof von Concordia, Treviso und Brescia
- Bartolomeo Gradenigo (Erzbischof) (1704–1765), Erzbischof, Patriarch von Aquileia
- Bartolomeo Gerolamo Gradenigo (1754–1828), italienischer Politiker, Bürgermeister von Venedig
- Giannagostino Gradenigo (1725–1774), Bischof von Ceneda
- Giovanni Gradenigo (Benediktiner) (930–1025), Benediktiner
- Giovanni Gradenigo (Doge) († 1356), Doge von Venedig
- Giovanni Gradenigo (Prokurator) (1311/1312–1386), Prokurator von San Marco
- Giovanni Hieronymo Gradenigo (1708–1786), Erzbischof von Udine
- Giuseppe Gradenigo (1859–1926), italienischer Arzt
- Marco Gradenigo (Podestà), venezianischer Podestà von Konstantinopel
- Marco Gradenigo der Ältere, venezianischer Siedler auf Kreta
- Marco Gradenigo (Patriarch von Aquileja) (1589–1656), Patriarch von Aquileja
- Marco Gradenigo (Patriarch von Venedig) (1663–1734), Patriarch von Venedig und Bischof von Verona
- Pietro Gradenigo (1251–1311), Doge von Venedig
- Regina Gradenigo, Dogaressa von Venedig